# Полянский, Иван Васильевич
Ива́н Васи́льевич Поля́нский (29 декабря 1898, Калуга — 15 октября 1956, Москва) — советский государственный деятель, председатель Совета по делам религиозных культов при Совете министров СССР. С 1921 по 1947 год — сотрудник органов ВЧК — ОГПУ — НКВД — МВД СССР.

## Биография
Участник Гражданской войны, с 1919 по 1921 год был красным партизаном, а затем красноармейцем.
С 1921 года работал в Уфимской Губчека начальником отделения, а затем — начальником секретариата оперативной части.
Здесь он познакомился с Евгением Тучковым, который пригласил его в 1926 году работать в Москву. Полянский, как и Тучков, специализировался на уничтожении религии в СССР, в первую очередь православия.
Работая в ОГПУ в Москве, Полянский в 1927 году был награждён пистолетом «Браунинг».
В 1929 году сменил Тучкова на посту начальника 6-го отделения секретного отдела ОГПУ.
С 1935 года по июль 1942 года он работал в УНКВД по Ленинградской области — начальником отделения, заместителем начальника отдела и, наконец, начальником отдела.
В 1937 году был награждён ценным подарком, в 1942 году — орденом «Знак Почёта».
С 1942 по 1944 год был начальником транспортного отдела НКВД-НКГБ Октябрьской железной дороги в Москве. Был награждён орденом Красного Знамени.
В 1944 году стал начальником отдела 2-го управления НКГБ.
В 1945 году награждён орденом Ленина.
В 1947 году уволен из МГБ по состоянию здоровья.
В 1944 году возглавил новообразованный Совет по делам религиозных культов при Совете Народных Комиссаров СССР (Совет курировал все конфессии, кроме Русской православной церкви), который возглавлял до своей смерти в 1956 году.
Звания: старший лейтенант ГБ — 23.03.1936, капитан ГБ — 22.06.1939, майор ГБ — 28.09.42, полковник ГБ — 14.02.43 